# یلوه سربی
یلوه سربی(نام علمی: Pardirallus sanguinolentus) نام یک گونه از تیره یلوگان است.